# 星野嘉寛
星野 嘉寛（ほしの よしひろ、1962年（昭和37年）5月9日 - ）は、日本の元競輪選手。三重県朝日町町議会議員。日本競輪学校第49期生。

## 来歴
1982年（昭和57年）5月13日に一宮競輪場でデビューして6着となった。初勝利は同年5月29日の防府競輪場で挙げた。
2005年（平成17年）2月7日に大垣競輪場で通算500勝を達成した。
2006年（平成18年）7月18日の広島競輪 第5レースで、当人並びに当人にマークする選手以外の7選手が過剰気味の牽制を行なっていたことを尻目にジャン（打鐘）から逃げ、最後はマークする選手に抜かれたものの2着に入った競走内容となったが、他の7選手が過度牽制が原因の追走義務違反（敢闘精神欠如）で失格になるという、曰くつきの結果とあいまった。
2009年（平成21年）12月31日に一宮競輪第2レースで1着入りし通算597勝目を挙げ、この一戦が引退レースとなった。2010年1月8日選手登録削除。
2011年（平成23年）4月24日に執行された三重県三重郡朝日町議会議員選挙で初当選を果たした。。
ラジコンインストラクターの認定登録者でもある。